# 道幸武久
道幸 武久（どうこう たけひさ、男性）は北海道出身の実業家、自己啓発書作家、神道研究家。

## 書籍
著書
- 「メンタルパワー」（現代書林）
- 「「できない自分」から抜け出す32の方法」（中経出版）
- 「加速成功」（サンマーク出版）
- 「学校では教えない人生の秘訣」（サンマーク出版）
- 「夢の叶え方」（PHP研究所）
- 「成功王」（ＫＫベストセラーズ）
- 「会社の寿命10年時代の生き方」（サンマーク出版）

監修
- ジョン・サルカ著「人を動かす火事場の鉄則 - FIRST IN,LAST OUT」（講談社）
- 「壁を崩して橋を架ける」（集英社）
- 「ビジネスに効く修験道」（山田龍真と共著、今日の話題社）